# Csajos buli
A Csajos buli (eredeti cím: Amateur Night) 2016-ban bemutatott amerikai bűnügyi filmvígjáték, amelyet Lisa Addario és Joe Syracuse írt és rendezett, hollywoodi élményeik alapján. A főbb szerepekben Jason Biggs, Jenny Mollen, Janet Montgomery, Ashley Tisdale és Bria Murphy (Eddie Murphy lánya, akinek ez volt az első filmszerepe) látható.
Világpremierje 2016. július 25-én volt Los Angelesben. Az Amerikai Egyesült Államokban augusztus 5-én mutatták be a mozikban, a Cinedigm forgalmazásában. A film kritikai fogadtatása nagyrészt negatív volt.

## Cselekmény
Guy Carter, egy munkanélküli építész, aki kétségbeesetten próbálja fenntartani magát és családját. Mivel egyre csak gyűlnek a számlák, felesége, Anne talál egy álláshirdetést a Craigslisten, amelyben sofőrt keresnek, és Guy vonakodva bár, de elmegy az interjúra. Azt hiszi, pizzafutárként kell dolgoznia, ám hamar rájön, hogy valójában egy prostituált, Nikki kísérője lenne.
Nikki közli Guyjal, hogy első útjuk egy állandó klienséhez vezet, aki egy fétis-orvos Bel Airben. Azt kéri, hogy Guy várja meg őt a kocsiban, de mivel órákig nem tér vissza, Guy aggódni kezd, és betör a házba. Odabent meglepődik, amikor Nikkit egy kompromittáló, bondage-helyzetben találja, és azt hiszi, az orvos bántalmazza őt. Pánikba esve légfrissítővel támadja meg az orvost, majd Nikkivel együtt elmenekül a helyszínről, miután az orvos elcsúszik és beveri a fejét. Guy megdöbben a történtek miatt, de Nikki megnyugtatja, és részletesen elmagyarázza, milyen feladatokkal jár a munka, valamint azt is, hogy a kereset egy részét Guy kapja meg. Ez már sokkal inkább felkelti az érdeklődését. Ezután felvesznek még két másik prostituáltat, Jaxit és Fallont, hogy egy legénybúcsún dolgozzanak. Amikor megérkeznek a helyszínre, Guyt arra utasítják, hogy mossa le az „eszközöket” – egy hatalmas táskányi, igencsak szennyezett szexjátékszert.
A négyes ezután egy elegáns Beverly Hills-i szállodába tart, ahol a legénybúcsú kerül megrendezésre. A buli tele van túlfűtött, tesztoszterontól fűtött egykori egyetemistákkal. A lányok Guyt nevezik ki „stricinek”, hogy kordában tartsa a fiatalokat. Amit ezután látunk, az különféle sztriptízekből és erotikus táncokból áll, majd következik a „fő attrakció”, amelynek során Fallon véletlenül Guyra élvez.
Guy kénytelen félbeszakítani a partit, amikor felesége, Anne bejelenti, hogy beindult a szülés, ami végül vaklármának bizonyul. Ám útja során váratlanul összefut azzal az orvossal, akit korábban megtámadott, és aki most túszul ejti őt egy bénító injekcióval fenyegetve. Az orvos arra kényszeríti Guyt, hogy vigye el Nikkivel való találkozóra. A terv azonban meghiúsul, amikor Nikki eléri, hogy az orvos véletlenül magába szúrja az injekciót.
Ezután a legénybúcsú újra beindul, de hamarosan abbamarad, amikor kiderül, hogy valaki kirabolta a lányokat. Ők fegyvert rántanak, és az egész partit túszul ejtik, hogy visszaszerezzék a pénzüket. Hosszú folyosókon át üldözik a tettest, végül utolérik, és bosszúból lepisilik, mielőtt visszaveszik tőle a pénzüket. Amikor már épp indulnának haza, az egyik legénybúcsús vendég odalép Nikkihez egy „gyors menet” reményében. Ekkor derül ki, hogy a férfi valójában beépített rendőr, és megpróbálja letartóztatni Nikkit. Guy azonban ismét közbelép, hogy megmentse őt, mire rendőrségi autós üldözés veszi kezdetét. A négyesnek sikerül elmenekülnie, bár végül összetörik Guy autóját, és buszra szállva folytatják a menekülést.
A hajnalban, kimerülten térnek haza. Nikki megköszöni Guy segítségét, és megbízza őt, hogy tervezzen számára egy házat, mondván: „a felszerelés már várja őt a következő körre.” Guy attól tart, hogy otthon a rendőrök várják, de kiderül, hogy a kocsiját még azelőtt elszállították a „visszavásárlók”, mielőtt a rendőrség nyomára bukkanhatott volna.

## Szereplők
| Szereplő      | Színész           | Magyar hang       |
| ------------- | ----------------- | ----------------- |
| Guy Carter    | Jason Biggs       | Hevér Gábor       |
| Anne Carter   | Jenny Mollen      | Szinetár Dóra     |
| Nikki         | Janet Montgomery  | Farkasházi Réka   |
| Fallon        | Ashley Tisdale    | Mezei Kitty       |
| Jaxi          | Bria Murphy       | Borbély Alexandra |
| Dan, a vőfély | Adrian Voo        | Dér Zsolt         |
| Devon         | Robert Hoffman    | Makranczi Zalán   |
| Zoley         | Cedric Yarbrough  | Törköly Levente   |
| Dr. Kurtz     | Steven Weber      | Hirtling István   |
| Dr. Siegel    | Eric Siegel       | Harsányi Gábor    |
| A vőlegény    | David J. Phillips | Elek Ferenc       |

### Magyar változat
- Bemondó: Korbuly Péter
- Magyar szöveg: Szojka László
- Hangmérnök: Policza Imre
- Vágó: Kránitz Bence
- Gyártásvezető: Újréti Zsuzsa
- Szinkronrendező: Aprics László
- Produkciós vezető: Szép Erzsébet

A szinkront az SDI Media Hungary készítette el.

## A film készítése
2014 végén az Entertainment Weekly bejelentette, hogy Jason Biggs és Ashley Tisdale játsszák a főszerepet a Drive, She Said című filmben. A szereplőgárdát tovább erősítette Janet Montgomery, Bria Murphy, Jenny Mollen, Adrian Voo és Steven Weber, akik mind fontos mellékszerepeket kaptak a vígjátékban.

### Forgatás
A Drive, She Said volt azon kevés 2014-es produkciók egyike, amelyek kaliforniai állami adókedvezményt kaptak a Los Angelesben történő forgatásra. November 22-én Tisdale-t lefotózták, amint egy ismeretlen filmes forgatási helyszínre érkezett Los Angelesben, kezében a forgatókönyvvel. December 5-én a The Hollywood Reporter bejelentette, hogy a film befejezte a forgatást. Másnap az E! Online közzétett egy NSFW képet Murphyről a szerepében.

## Fordítás
- Ez a szócikk részben vagy egészben  az   Amateur Night (2016 film) című angol Wikipédia-szócikk fordításán alapul.  Az eredeti cikk szerkesztőit annak laptörténete sorolja fel. Ez a jelzés csupán a megfogalmazás eredetét és a szerzői jogokat jelzi, nem szolgál a cikkben szereplő információk forrásmegjelöléseként.